# Windelsoor
Windelsoor ist eine Hautkrankheit, welche hauptsächlich bei Babys im Bereich der von einer Windel abgedeckten Haut auftritt. Es handelt sich um eine Infektion mit dem Hefepilz Candida albicans, die durch das feucht-warme Milieu in einer Windel begünstigt wird. Windelsoor ist damit eine Unterform der Kandidose.

## Symptome
Im Anal- und Genitalbereich sowie im Bereich von Hautfalten (am Beinansatz) kommt es zunächst zu geröteten und wunden Stellen auf der Haut, die häufig von roten Punkten umgeben sind. Zusätzlich können Bläschen entstehen, die häufig auch anfangen zu nässen und schmerzen. Ohne Behandlung können sich die betroffenen Hautregionen bis auf Oberschenkel und Rücken vergrößern. Ebenfalls lassen sich oft im Mundraum weißliche Beläge sowie Schleimhautablösungen erkennen.

## Behandlung
Zunächst muss der Kinderarzt abklären, ob nur eine Windeldermatitis vorliegt oder wirklich eine Pilzinfektion. Ist das der Fall, wird versucht, den Pilz durch ein Antimykotikum in Form einer Salbe zu bekämpfen. In bestimmten Fällen wird der Salbe auch Cortison beigemischt. Hat der Pilz bereits die Mundschleimhaut befallen, wird oftmals ein Antimykotikum oral verabreicht, für Babys meist in Form eines Gels.
Es ist zu beachten, dass sich Windelsoor durch das Stillen auf die Brustwarzen der Mutter übertragen kann.
Das Vermindern des feucht-warmen Milieus im Bereich der Windel ist von großer Bedeutung für den Therapieerfolg. Die Windeln sollten häufiger als sonst gewechselt werden, ebenso sollte die Haut im Bereich der Windel sauber und vor allem trocken gehalten werden. Es ist zudem hilfreich, die betroffene Haut beim Wickeln für einige Minuten an der Luft trocknen zu lassen, bevor die nächste Windel angelegt wird. Das Trockentupfen nach einer eventuellen Reinigung ist stets dem Trockenreiben vorzuziehen, um die Haut nicht noch weiter zu irritieren.
Solange die betroffenen Stellen nicht offen sind, kann auch versucht werden, diese mit Heilwolle in der Windel abzudecken, da so die Nässe besser ferngehalten wird. Zudem wirkt Heilwolle durch das enthaltene Wollwachs (Lanolin) entzündungshemmend.